# Chelonus pecki
Chelonus pecki är en stekelart som beskrevs av Mccomb 1968. Chelonus pecki ingår i släktet Chelonus och familjen bracksteklar. Inga underarter finns listade i Catalogue of Life.